# 4132 Bartók
4132 Bartók este un asteroid din centura principală, descoperit pe 12 martie 1988 de Jeff Alu.